# جین (فیلم ۲۰۲۲)
جین (به انگلیسی: Jane) فیلمی محصول سال ۲۰۲۲ و به کارگردانی سابرینا جاگلام است. در این فیلم بازیگرانی همچون مادلین پچ، کلویی بیلی و ملیسا لیو ایفای نقش کرده‌اند.